# بيتر ويتنى
بيتر ويتنى (بالإنجليزية: Peter Whitney) هو ممثل أمريكي، ولد في 24 مايو 1916 في الولايات المتحدة، وتوفي في 30 مارس 1972 بسانتا باربارا في الولايات المتحدة بسبب نوبة قلبية.

## أعمال

### أفلام
- (1942) ريو تيتا
- (1953) كل الإخوة كانوا شجعان
- (1967) في دفء الليل

## وصلات خارجية
- بيتر ويتنى على موقع IMDb (الإنجليزية)
- بيتر ويتنى على موقع ألو سيني (الفرنسية)
- بيتر ويتنى على موقع أول موفي (الإنجليزية)
- بيتر ويتنى على موقع قاعدة بيانات الأفلام السويدية (السويدية)
- بيتر ويتنى على موقع قاعدة بيانات الفيلم (الإنجليزية)
- بيتر ويتنى على موقع كينوبويسك (الروسية)